# Muuga (Laekvere)
Muuga – wieś w Estonii, w prowincji Virumaa Zachodnia, w gminie Laekvere. Na północ od wsi znajdują się źródła rzeki Avijõgi.